# NGC 7332
NGC 7332 је лентикуларна галаксија у сазвежђу Пегаз која се налази на NGC листи објеката дубоког неба.
Деклинација објекта је + 23° 47' 53" а ректасцензија 22h 37m 24,6s. Привидна величина (магнитуда) објекта NGC 7332 износи 11,0 а фотографска магнитуда 12,0. Налази се на удаљености од 20,600 милиона парсека од Сунца. NGC 7332 је још познат и под ознакама UGC 12115, MCG 4-53-8, CGCG 474-12, KCPG 570A, PGC 69342.